# نارندرا چاندرا دوتا
نارندرا چاندرا دوتا (بنگالی: নরেন্দ্রচন্দ্র দত্ত؛ ۲۵ نوامبر ۱۸۷۸ – ۱۵ آوریل ۱۹۶۲) بانکدار و کارآفرین اهل هند بود، که در سال ۱۹۵۰ بانک متحد هند را تأسیس کرد.